# Capacidad de reducción férrica del plasma
Capacidad de reducción férrica del plasma (FRAP, del inglés Ferric reducing ability of plasma), también llamado Poder de reducción antioxidante del ión férrico (Ferric ion reducing antioxidant power), es un ensayo de capacidad antioxidante que utiliza Trolox como estándar. El ensayo FRAP a menudo se utiliza para medir la capacidad antioxidante de los alimentos, bebidas y suplementos alimenticios que contienen polifenoles.